# Marie Risby
Marie Johansson-Risby, född 20 april 1955 i Ludvika, är en svensk tidigare längdskidåkare, som på klubbsidan tävlade för Ludvika FFI. Hon tävlade för Sverige vid olympiska vinterspelen 1976 i Innsbruck, 1980 i Lake Placid och 1984 i Sarajevo, både individuellt och stafett, bästa individuella olympiska placering är fjärdeplatser, på 5 kilometer 1984, samt då hon ingick i Sveriges fjärdeplacerade stafettlag 1976.
Svenska mästarinna blev hon sammanlagt elva gånger.

### Fotnoter
1. ↑  Marie Risby på Sveriges Olympiska Kommittés webbplats
2. ↑  ”Längd damer”. Svenska Skidförbundet. Arkiverad från originalet den 7 april 2019. https://web.archive.org/web/20190407085409/https://www.skidor.com/Foljoss/Historikochstatistik/Svenskamastare/Langddamer/. Läst 14 maj 2012.